# Belknap-Nunatak
Der Belknap-Nunatak ist ein Nunatak auf der Thurston-Insel vor der Küste des westantarktischen Ellsworthlands. Er ragt 10 km westnordwestlich der Landspitze Shelton Head aus dem vereisten Bergrücken Prickly Ridge an der Südküste der Insel auf.
Der United States Geological Survey kartierte ihn anhand von Luftaufnahmen der United States Navy aus den Jahren zwischen 1960 und 1966. Das Advisory Committee on Antarctic Names benannte ihn nach William Belknap, Feldforschungsassistent auf der Byrd-Station von 1964 bis 1965.